# RSS
RSS (kratica od RDF Site Summary, više poznat kao Really Simple Syndication - stvarno jednostavne vijesti) je skup Web formata rabljenih za web stranice koje se često osvježavaju, i sam njih izvor(feed) i preglednici za vijesti iz tog izvora (RSS readers). RSS izvori postoje najčešće za blogove, neke novinske internet stranice (portali) ili web stranice poput Wikipedije koje se učestalo mijenjaju (češće od jednom dnevno, pa do nekoliko promjena u sekundi). Čitanje RSS vijesti može biti elegantnije od otvaranja desetak tabova u omiljenom web pregledniku.

## RSS
RSS univerzalni format za razmjenu sadržaja omogućava vlasnicima web stranica prezentiranje sadržaja korisnicima u skraćenom obliku. Korisnici mogu ponuđene sadržaje pregledavati pomoću preglednika, posebnih programa ili koristiti na svojim stranicama. Također, postoje posebni portali čiji sadržaj se sastoji isključivo od RSS sadržaja.

## Programi za praćenje RSS sadržaja
- http://naslovnica.info  Arhivirana inačica izvorne stranice od 9. veljače 2010. (Wayback Machine)
- http://www.croportal.net
- http://naslov.hr  Arhivirana inačica izvorne stranice od 25. rujna 2011. (Wayback Machine)
- http://www.trazi.hr  Arhivirana inačica izvorne stranice od 2. rujna 2011. (Wayback Machine)

## Integriranje RSS sadržaja u web stranice
- http://code.google.com/apis/ajaxfeeds/
- http://magpierss.sourceforge.net/

## Format
RSS sadržaji su označeni s posebnom ikonom (vidi desno) i imaju univerzalan format (XML) (preuzeto s: http://www.rss-specifications.com/rss-specifications.htm):
```
<?xml version="1.0"?>

<rss
 
version=
"2.0"
>

   
<channel>

      
<title>
Liftoff
 
News
</title>

      
<link>
http://liftoff.msfc.nasa.gov/
</link>

      
<description>
Liftoff
 
to
 
Space
 
Exploration.
</description>

      
<language>
en-us
</language>

      
<pubDate>
Tue,
 
10
 
Jun
 
2003
 
04:00:00
 
GMT
</pubDate>

      
<lastBuildDate>
Tue,
 
10
 
Jun
 
2003
 
09:41:01
 
GMT
</lastBuildDate>

      
<docs>
http://blogs.law.harvard.edu/tech/rss
</docs>

      
<generator>
Weblog
 
Editor
 
2.0
</generator>

      
<managingEditor>
editor@example.com
</managingEditor>

      
<webMaster>
webmaster@example.com
</webMaster>

      
<item>

         
<title>
Star
 
City
</title>

         
<link>
http://liftoff.msfc.nasa.gov/news/2003/news-starcity.asp
</link>

         
<description>
How
 
do
 
Americans
 
get
 
ready
 
to
 
work
 
with
 
Russians
 
aboard
 
the
 
International
 
Space
 
Station?
 
They
 
take
 
a
 
...

</description>

         
<pubDate>
Tue,
 
03
 
Jun
 
2003
 
09:39:21
 
GMT
</pubDate>

         
<guid>
http://liftoff.msfc.nasa.gov/2003/06/03.html#item573
</guid>

      
</item>

   
</channel>

</rss>

```

## Vanjske poveznice
- RSS 2.0.11 specifikacija na rssboard.org